# Spanien i olympiska vinterspelen 2014
Spanien deltog med 20 deltagare vid de olympiska vinterspelen 2014 i Sotji. Ingen av landets deltagare erövrade någon medalj.

## Alpin skidåkning
- Carolina Ruiz Castillo
- Ferran Terra
- Alejandro Puente
- Paul de la Cuesta
- Pol Carreras